# 파스트라미

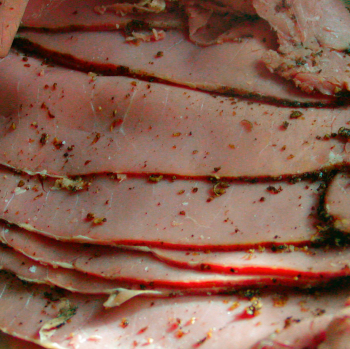
파스트라미

파스트라미(Pastrami)는 향신료로 양념한 고기의 훈제 식품이다.

## 같이 보기
- 스모크트 미트